# Marcenat (Allier)
Marcenat – miejscowość i gmina we Francji, w regionie Owernia-Rodan-Alpy, w departamencie Allier.

## Demografia
Według danych na rok 1990 gminę zamieszkiwało 330 osób, a gęstość zaludnienia wynosiła 18 osób/km². W styczniu 2015 r. Marcenat zamieszkiwało 381 osób, przy gęstości zaludnienia wynoszącej 20,8 osób/km².